# 林榴岡
林 榴岡（はやし りゅうこう、天和元年（1681年） - 宝暦8年11月11日（1758年12月11日））は、江戸時代中期の朱子学派儒学者。林鳳岡の子、林家の4代目。榴岡は号で、名は怤、諱は信充（のぶみつ）。字は士厚。通称は七三郎。別号に復軒、快堂など。妻は畠山義玄の娘。子に林鳳池、林鳳谷（林家5代）など。

## 略歴
享保8年（1723年）、大学頭となり、翌年林家4代を継ぐ。寛保3年（1743年）、徳川家治の侍講となった。
江戸麹町の八重洲河岸に屋敷を構えていたが、宝暦6年（1756年）11月23日、自邸より出火、大名小路・数奇屋町・木挽町まで焼失、さらに築地より出火、西本願寺地内十五ヵ寺・小田原町まで焼失、さらに青山権太原六道の辻より出火、三田あたりまで焼失、最初に出火したのが信充であったことから大学火事と呼ばれた。

## 系譜
- 父：林信篤
- 母：不明
- 正室：畠山義玄の娘（姉）
- 正室：畠山義玄の娘（妹）
- 生母不明の子女
  - 男子：林信言
  - 男子：林信寛
  - 女子：石川総共室
  - 女子：稲葉正存室
  - 女子
  - 女子
  - 女子
  - 女子

## 編著書
- 「馴象編」
- 「武州豊島群城南麻布邑多聞山天現寺毘沙門天王縁起」天現寺所蔵
- 「詩法蠡測（れいそく）」
- 「本朝世説」
- 「御撰大坂軍記」（編著）

など。